# Bessarion
Bessarion OSBM (ur. 2 stycznia 1408, zm. 18 listopada 1472) – grecki duchowny, kardynał, bazylianin, filozof bizantyński. Na chrzcie nadano mu prawdopodobnie imię Basilios, natomiast przypisywanie mu imienia chrzestnego Jan jest według części źródeł błędem.

## Życie
Urodził się w Trebizondzie, najprawdopodobniej w roku 1408. W 1424 roku wstąpił do monasteru, przyjmując imię zakonne Bessarion. W 1430 roku przyjął święcenia kapłańskie. Studiował w Konstantynopolu u Jerzego Gemista-Pletona. W 1437 roku został prawosławnym metropolitą Nicei. Był zwolennikiem unii z Kościołem rzymskokatolickim. W latach 1438–1439 uczestniczył w pracach soboru w Ferrarze i Florencji. Jako przedstawiciel Kościoła Wschodniego podpisał dekret unii florenckiej. W grudniu 1439 papież Eugeniusz IV mianował go kardynałem prezbiterem SS. XII Apostoli; od tego czasu przeszedł na służbę w kurii papieskiej. Po przybyciu do Włoch przeprowadził zewnętrzną i wewnętrzną reformę włoskich oo. bazylianów i otoczył ich opieką. Pełnił wiele funkcji kościelnych, m.in. był protektorem kilku zakonów, tytularnym arcybiskupem Teb (od 1440), arcybiskupem Manfredonii i archimandrytą Sycylii (1447-49), tytularnym patriarchą Jerozolimy (21 października 1449 – 13 marca 1458), legatem w Bolonii, Romanii i Marchii Ankońskiej (1450-55), administratorem apostolskim diecezji Mazzara (1449-58) i Pampeluna (1458-62), opatem komendatoryjnym Grottaferrata (od 1462) i kilkakrotnie kamerlingiem św. Kolegium Kardynałów. 5 marca 1449 awansował do rangi kardynała biskupa, otrzymując kolejno diecezje podmiejskie Sabina, Tusculum (23 kwietnia 1449) i ponownie Sabina (14 października 1468), zachowując dotychczasowy tytuł prezbiterialny. Przyczynił się w znacznym stopniu do rozkwitu nauk humanistycznych i renesansu we Włoszech. Jego biblioteka liczyła kilkaset manuskryptów; osobiście przetłumaczył szereg prac greckich autorów na łacinę, m.in. Platona. Wspierał ideę krucjaty przeciwko Turkom w celu odzyskania Konstantynopola, kilkakrotnie służył jako legat papieski dla zjednania władców europejskich dla tej idei. Bezskutecznie próbował przekonać cara Iwana III do unii z Kościołem katolickim. Po śmierci kardynała Izydora w kwietniu 1463 Bessarion otrzymał tytuł łacińskiego patriarchy Konstantynopola. Na kolejnych konklawe w 1455, 1458, 1464 i 1471 był poważnym kandydatem do tronu papieskiego, nigdy jednak nie uzyskał tej godności. Sprawował też funkcję dziekana św. Kolegium Kardynałów. Zmarł w opactwie św. Jana Ewangelisty w Rawennie podczas powrotu z nieudanej legacji we Francji i Burgundii w wieku 64 lat.

## Twórczość

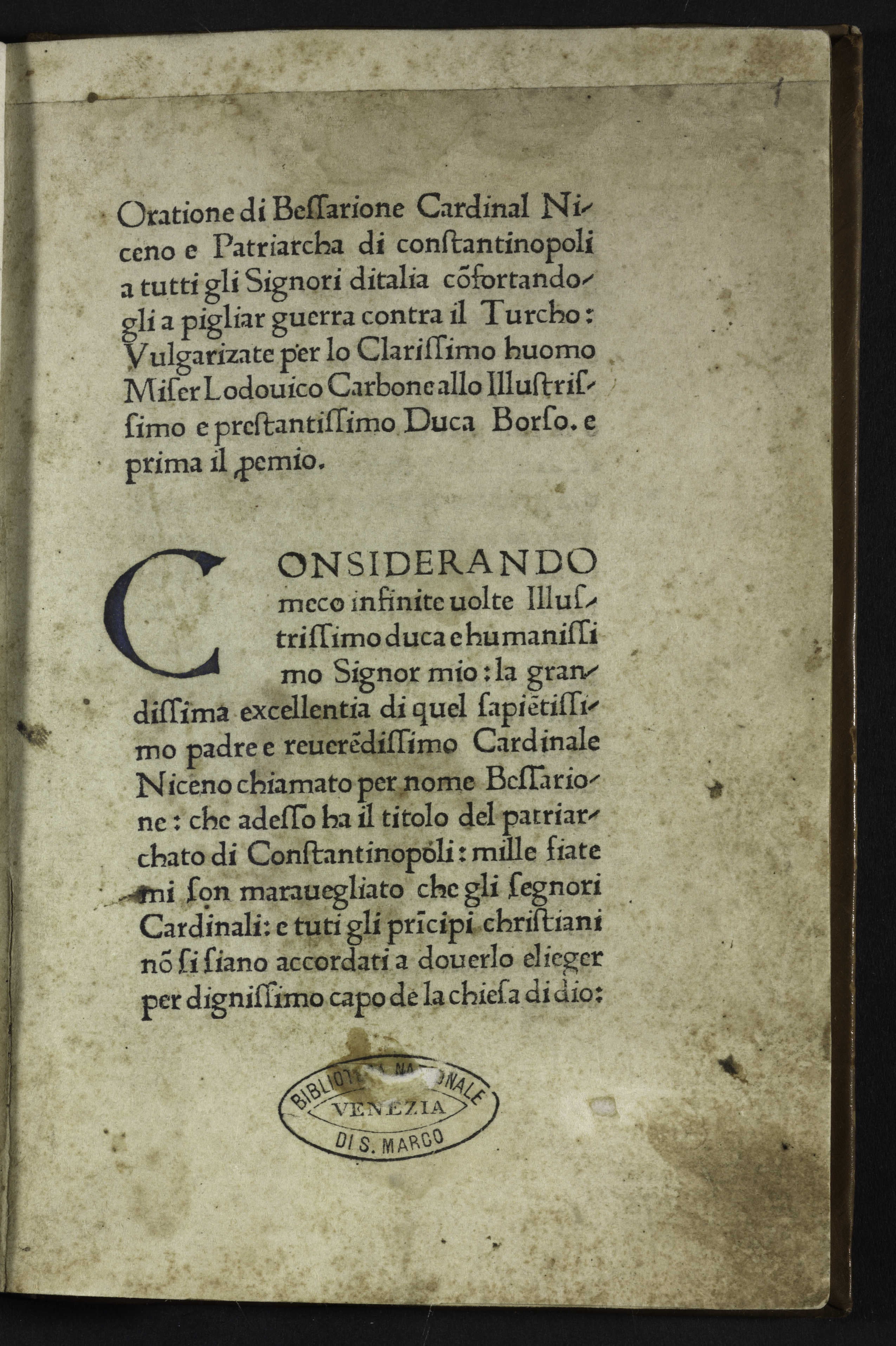
Epistolae et orationes, 1471

Z okresu prac soborowych pochodzi szereg traktatów Bessariona na temat teoretycznych i praktyczncyh aspektów unii Kościołów: O jedności (Dogmatikòs logòs e perí henòseos), oparty na wywodach teologicznych, odpowiedź na 4 sylogizmy Maksyma Planudesa, obrona Epigrapháj Jana Bekkosa przed atakami Palamasa (De processione Spiritus Sancti contra Palamam pro Becco). Mianowany łacińskim patriarchą Konstantynopola w 1463 roku ogłosił Encyclica ad Graecos (Encyklikę do Greków), w której wzywał swoich rodaków do zjednoczenia z Kościołem rzymskim.
Upamiętnił się przede wszystkim jako mecenas i uczony humanista. Wszechstronnie wykształcony, dążył do zespolenia tradycji klasycznych z chrześcijańskimi. W Rzymie skupił wokół siebie grono uczonych, w tzw. "Akademii Bessariona", ośrodku humanistów rzymskich. Przetłumaczył z języka greckiego na łacinę między innymi Metafizykę Arystotelesa i Memorabilia Ksenofonta. W sławnym dziele skierowanym przeciw Jerzemu z Trapezuntu In calumniatorem Platonis (wyd. L. Monter, 1927), podjął się obrony Platona, stając się jedną z ważnych postaci renesansowego platonizmu. Nie pojmował jednak platonizmu jako zupełnej alternatywy dla filozofii Arystotelesa, dążył raczej do rewizji późnych, krańcowych interpretacji jego myśli i do uzgodnienia obydwu filozofów. Pod wpływem Bessariona w Akademii Florenckiej utrwaliło się przekonanie, że jedyną właściwą apologią chrześcijaństwa jest taka jego obrona, która by się opierała na uzgodnieniu Platona z Arystotelesem w duchu Plotyna.
Drobne szkice i pisemka polemiczno-apologetyczne: Adversus Plethonem in Aristotelem de substantia; De erroribus interpretis legum Platonis (Roma 1469); De natura et arte contra Georgium Trapezuntium; Quod natura consulto agit.
Bessarion poświęcił sporo energii dla zabezpieczenia greckiej spuścizny piśmienniczej. Własną bibliotekę, zawierającą największy na owe czasy w Europie zbiór rękopisów greckich, przekazał w 1468 roku dla miasta Wenecji. Stała się ona początkiem Biblioteca Nazionale Marciana. W skład owej kolekcji wchodziło 482 greckich i 264 łacińskich rękopisów.
Dzieła Bessariona zostały wydane u Migne'a, PG 161, 137-746.
Bessarion jest bohaterem powieści Anielski Bessarion autorstwa Andrzeja Pawłowskiego.